# Albert od Chinyja
Grof Albert (? – 29. rujna 1162.) bio je belgijski plemić, grof Chinyja u srednjem vijeku; sin i nasljednik grofa Otona II. Majka mu je bila gospa Alisa od Namura. Albert je nakon smrti pokopan u opatiji Orval.

## Brak
Albertova je žena bila Agneza od Bara, koju je oženio oko 1140. Ovo su djeca Agneze i Alberta:
- Luj III. od Chinyja, očev nasljednik (umro u Beogradu 1189.)
- Thierry, lord Malièresa, Etallea i Neufchâteaua; muž Elizabete te otac lorda Huga od Malièresa (? – 1229.)
- Arnoul, biskup Verduna (? – ubijen 14. kolovoza 1181. u Sainte-Ménehouldu)[4]
- Alisa
- Ida
- kći, žena Rogerija od Valdena
- Hugo
- kći[5]